# Мкртчян, Армен Ярцикович
Армен Ярцикович Мкртчян (арм. Արմեն Յարդիկի Մկրտչյան; род. 6 октября 1973, Веди) — советский и армянский борец вольного стиля, тренер, многократный чемпион Армении, чемпион Европы (1994), призёр чемпионата мира (1995) и Олимпийских игр (1996). Мастер спорта СССР международного класса (1991). Заслуженный мастер спорта Армении (1996).

## Биография
Армен Мкртчян родился в селе Покр Веди Араратского района Армянской ССР, двоюродный дядя Вазгена Теваняна. Занимался вольной борьбой сначала под руководством Размика Карапетяна, а с 1992 года — Юрия Бабаяна и Гранта Енокяна. На рубеже 1980-х и 1990-х годов входил в состав юниорской сборной СССР, в 1990 году был чемпионом мира в возрастной категории до 18 лет.
После распада СССР представлял на международных соревнованиях Армению. Два года отслужил в армии, окончил Армянский институт физической культуры. Наибольших успехов в своей спортивной карьере достиг в середине 1990-х годов. В 1994 году становился чемпионом Европы, в 1995 году — бронзовым призёром чемпионата мира. На Олимпийских играх в Атланте дошёл до финала, где в упорной борьбе проиграл один балл действующему олимпийскому чемпиону Ким Иль Ёну из КНДР. В 1997 году в связи с решением Международной федерации объединённых стилей борьбы сократить наилегчайшую весовую категорию (до 48 кг) был вынужден перейти в легчайший вес (до 54 кг). В 2001 году выиграл бронзовую медаль чемпионата Европы, после которого завершил международную спортивную карьеру.
В дальнейшем выступал за клубы «ASV Bauknecht Schorndorf» и «RWG Mömbris-Königshofen» в немецкой борцовской бундеслиге. С 2009 года работал тренером в клубе «TV Eintracht 1909». В январе 2017 года назначен главным тренером сборной Армении по вольной борьбе, сменив Араика Багдадяна. Уже в июне 2017 года подал в отставку.